# PukiWiki
PukiWiki（プキウィキ）は、日本国産のオープンソース・ウィキソフトウェア。PHPで実装されており、データベース不要の手軽さと軽快な動作を特色とする。

## 概要
Perlで開発された日本語対応ウィキソフトウェアYukiWikiの、yu-jiによるPHP移植版として2001年に誕生。2002年にオープンソース化されてからは有志（PukiWiki Development Team）が保守を担っている。PHPの普及とともに利用者を増やし、各種メディアにたびたび紹介されるなど、2003年には日本語ウィキソフトウェアの定番の地位を確立した。
2006年公開のバージョン1.4.7以降長らく更新が途絶えていたが、2014年にPHP5.5対応のバージョン1.5をリリース。以来、主に最新版PHPとの互換性を維持するよう保守が続けられている。

## 特徴

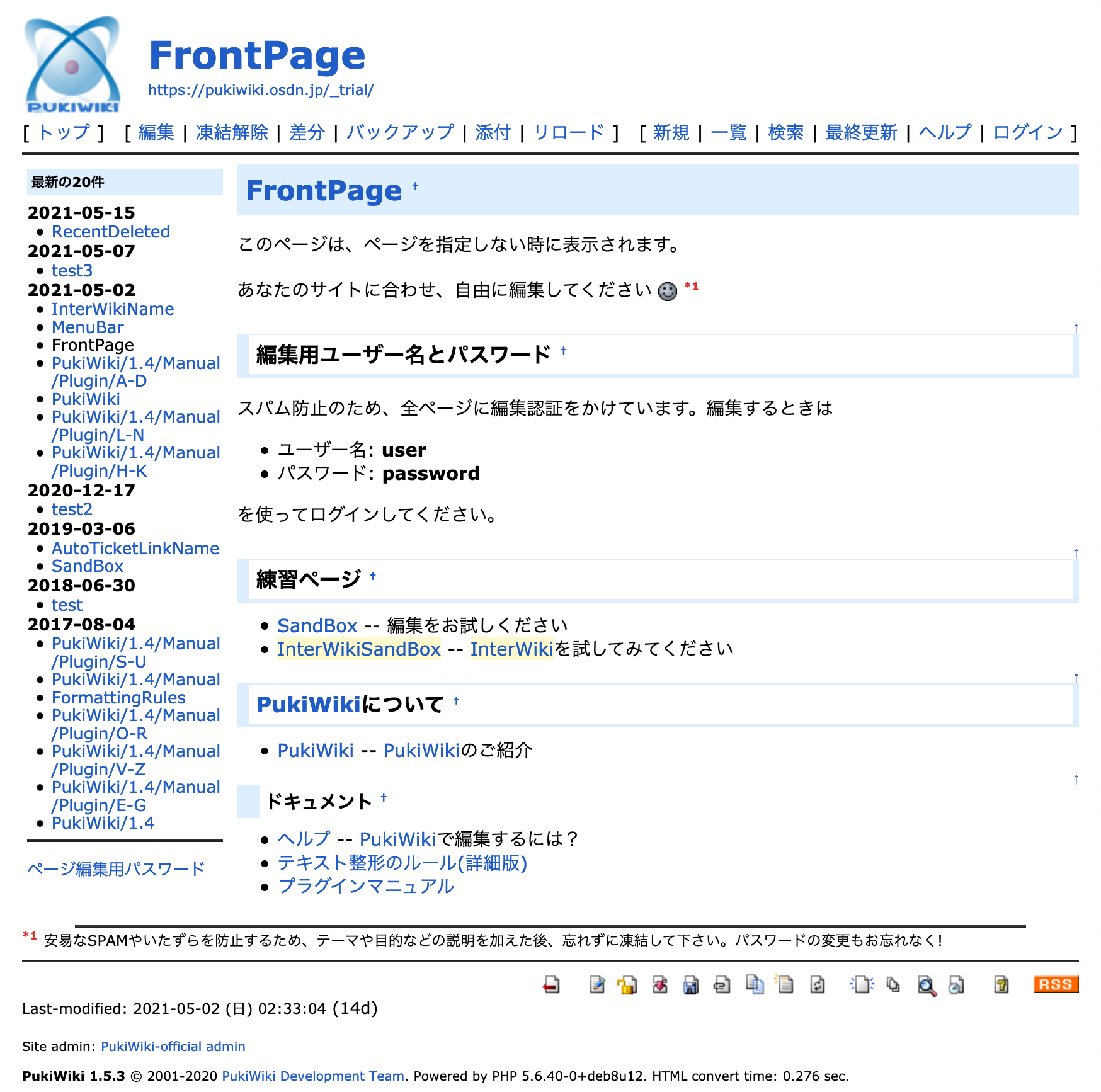
スクリーンショット（v1.5.3）

- PHPで実装されている。最新版はPHP4.1〜PHP8.1に対応。
- UTF-8と国際化機構により多言語に対応。旧バージョンとの互換のためEUC-JP版も用意されている。
- ページの内容はテキストファイル形式で保存され、データベース管理システム（DBMS）を必要としない。画像などのバイナリファイルも各ページに紐付けられてファイル保存される。
- プラグインにより機能を拡張することができる（標準機能の多くもプラグインとして実装されている）。
- スキンにより見た目や使い勝手を変更することができる。
- フィーチャーフォン（携帯電話）から利用するためのスキンも標準で用意されている。
- tDiary用スキンを利用することができる。
- インターウィキに対応している。
- 更新間隔・回数に基づく自動バックアップ機能を備える。
- ユーザー／グループ認証機能を備え、ページごとにアクセス制限を施すことができる。
- LDAPやSAMLなどの認証フレームワークと連携でき、ユーザーの一元管理やシングルサインオンが可能。
- GPLに基づくオープンソースの自由ソフトウェアとして頒布されている。

## バージョン履歴
出力するHTMLの仕様で系統が分かれる。1.3系はHTML4.01、1.4系はXHTML1.1、1.5系はHTML5に準拠。
| バージョン | リリース日     | 対応PHP          | 主な変更点 | 出典          |
| ---------- | -------------- | ---------------- | --- | ------------- |
| 1.3.1      |                | PHP4             | - 更新衝突時処理改善 - 自動テンプレート機能追加 | [ 5 ]         |
| 1.3.2      | 2002年7月15日  | PHP4             | - 各種修正 | [ 6 ]         |
| 1.3.3      | 2002年12月28日 | PHP4             | - 各種修正 | [ 7 ]         |
| 1.3.4      | 2003年3月18日  | PHP4             | - 各種修正 | [ 8 ]         |
| 1.3.5      | 2003年5月28日  | PHP4             | - 各種修正 | [ 9 ]         |
| 1.3.6      | 2003年11月10日 | PHP4             | - 各種修正 | [ 10 ]        |
| 1.3.7      | 2004年4月4日   | PHP4             | - 各種修正 | [ 11 ]        |
| 1.4.0      | 2003年11月3日  | PHP4.1           | - 記述形式強化 - 自動リンク機能追加 - 検索単語ハイライト表示 - ユーザー認証機能強化 - 添付ファイルロック機能追加 - トラックバック対応 - フィーチャーフォン対応 - テンプレート文字列置換機能追加 - メール通知機能追加 | [ 12 ]        |
| 1.4.1      | 2003年11月10日 | PHP4.1           | - 各種修正 | [ 13 ]        |
| 1.4.2      | 2003年11月17日 | PHP4.1           | - 各種修正 | [ 14 ]        |
| 1.4.3      | 2004年4月4日   | PHP4.1           | - i-mode・ボーダフォン端末対応 | [ 15 ]        |
| 1.4.4      | 2004年9月4日   | PHP4.1 ～ PHP5   | - PHP5対応 - EZweb・PDA端末対応 - セキュリティ向上 | [ 16 ]        |
| 1.4.5      | 2005年2月1日   | PHP4.1 ～ PHP5   | - 制限機能追加 - 国際化対応 - RSS2.0対応 | [ 17 ]        |
| 1.4.6      | 2005年10月31日 | PHP4.1 ～ PHP5   | - 各種修正 | [ 18 ]        |
| 1.4.7      | 2006年6月22日  | PHP4.1 ～ PHP5   | - UTF-8対応（EUC-JP版と並行リリース） - 負荷軽減 | [ 19 ]        |
| 1.5.0      | 2014年7月19日  | PHP4.1 ～ PHP5.5 | - PHP5.5対応 | [ 20 ]        |
| 1.5.1      | 2016年3月7日   | PHP4.1 ～ PHP7.0 | - PHP7.0対応 - ユーザー／グループ管理機能追加 - LDAP／Active Directory対応 - ページアクセス制御機能追加 | [ 21 ]        |
| 1.5.2      | 2019年3月1日   | PHP4.1 ～ PHP7.3 | - PHP7.1, 7.2, 7.3対応 - AutoTicketLink機能追加 - SAML認証対応 - テキスト検索機能改善 - ページリダイレクト機能追加                                                                                                   | [ 22 ]        |
| 1.5.3      | 2020年3月30日  | PHP4.1 ～ PHP7.4 | - PHP7.4対応 - 標準スキン改善 - スマートフォン対応 - 3カラムレイアウト対応 - AutoAlias機能追加 | [ 23 ]        |
| 1.5.4      | 2022年3月30日  | PHP4.1 ～ PHP8.1 | - PHP8.0, 8.1対応 - URLカスタマイズ機能追加 - 日本語URL自動リンク対応 | [ 24 ] [ 25 ] |